# Vic le Viking 2 : Le Marteau de Thor
Série
Vic le Viking
(2009)
Pour plus de détails, voir Fiche technique et Distribution.
Vic le Viking 2 : Le marteau de Thor (Wickie auf großer Fahrt) est un film allemand, sorti en 2011.
Il est la suite du film Vic le Viking, sorti en 2009.
Les deux se basent sur la série télévisée Vic le Viking. La mise en scène est dirigé par Christian Ditter. Le film reprend les mêmes acteurs. La première mondiale a eu lieu le 26 septembre 2011 à Munich.

## Synopsis
Halvar a du mal à attendre que son fils devienne un puissant et courageux guerrier comme lui. Quand un jour, Sven le Terrible enlève le chef de tribu de Flake, Vic devient alors, conformément aux lois des chefs de tribu, le représentant. Vic emmène ses hommes en mission, afin de faire libérer son père, retenu par Sven le Terrible. Parallèlement, Halvar et Sven s'efforcent de retrouver le marteau de Thor.

## Fiche technique
- Titre original : Wickie auf großer Fahrt
- Titre français : Vic le viking 2 : Le Marteau de Thor
- Titre anglais ou international : Vicky and the Treasure of the Gods
- Réalisation : Christian Ditter
- Scénario : Christian Ditter, d'après le livre pour enfants de Runer Jonsson
- Musique : Jaro Messerschmidt, Nik Reich et Ralf Wengenmayr
- Direction artistique : Christian M. Goldbeck et Uwe Stanik
- Décors : Eva Stiebler
- Costumes : Anke Winckler
- Photographie :  Christian Rein
- Son : Tschangis Chahrokh, Michael Hinreiner, Mario Hubert, Chris Rebay
- Montage : Ueli Christen
- Production : Christian Becker,

Production exécutive : Oliver Nommsen et Bernhard Thür
Production déléguée : Martin Moszkowicz et Lena Schömann
Coproduction : Antonio Exacoustos, Franz Kraus et Matthias Triebel
- Sociétés de production[1] : Rat Pack Filmproduktion, Constantin Film et B.A. Filmproduktion
- Sociétés de distribution :
  - Allemagne : Constantin Film
  - France : Metropolitan Filmexport (sortie directement en DVD  /  Blu-ray)
  - Belgique : Kinepolis Film Distribution
- Budget : 11 millions de $[2],[3]
- Pays d'origine :  Allemagne
- Langue originale : allemand
- Format[4] : couleur - D-Cinema - 2,35:1 (Cinémascope)
- Genre : aventures, action, comédie
- Durée : 96 minutes
- Dates de sortie[5] :
  - Allemagne : 29 septembre 2011
  - Belgique : 4 juillet 2012
  - France : 18 octobre 2012 (sortie directement en DVD  /  Blu-ray)[6]

## Distribution
- Jonas Hämmerle : Vic
- Waldemar Kobus (en) : Halvar - père de Vic
- Valeria Eisenbart : Svenja
- Nic Romm : Tjure
- Christian A. Koch : Snorre
- Olaf Krätke : Urobe
- Mike Maas : Gorm
- Patrick Reichel : Ulme
- Jörg Moukaddam : Faxe
- Günther Kaufmann : Sven le Terrible
- Christoph Maria Herbst : Pokka
- Mercedes Jadea Diaz : Ylvi
- Sanne Schnapp : Ylva
- Eva Padberg : meneuse des Valkyries
- Ella-Maria Gollmer : assistante Valkyrie
- Hoang Dang-Vu : Yogi
- Antoine Monot, Jr. : Chevalier 1
- Christian Ulmen : Chevalier 2

## Distinctions
Entre 2012 et 2013, Vic le Viking 2 : Le Marteau de Thor a été sélectionné 10 fois dans diverses catégories et a remporté 9 récompenses.

### Récompenses
- Festival international du film de Copenhague (Buster International Children's Film Festival) 2012 : Prix du public Politique décerné à Christian Ditter.
- Prix du cinéma bavarois 2012 : Prix du cinéma bavarois du Meilleur film jeunesse décerné à Christian Ditter et Christian Becker.
- Prix des arts créatifs 3D (3D Creative Arts Awards) 2012 :
  - Prix Lumière de la Meilleure stéréographie en prises de vues réelles décerné à Florian Maier et Stereotec - Stereoscopic Technologies,
  - Prix Lumière de la Meilleure fonctionnalité 3D en prises de vues réelles décerné à Florian Maier, Stereotec - Stereoscopic Technologies et Rat Pack Filmproduktion.
- Prix des arts créatifs de l'International 3D & société d'imagerie avancée (International 3D & Advanced Imaging Society's Creative Arts Awards) 2012 :
  - Prix des Arts Créatifs 3D (Europe) de la Meilleure stéréographie en prises de vues réelles décerné à Florian Maier et Stereotec - Stereoscopic Technologies,
  - Prix des Arts Créatifs 3D (Europe) de la Meilleure 3D en prises de vues réelles décerné à Florian Maier, Stereotec - Stereoscopic Technologies et Rat Pack Filmproduktion.
- Prix des Nouveaux Visages (New Faces Awards) 2012 :
  - Prix des Nouveaux Visages du Meilleur jeune talent décerné à Valeria Eisenbart.
- Prix des arts créatifs 3D (3D Creative Arts Awards) 2013 :
  - Prix du Jury International (Europe) décerné à Florian Maier, Stereotec - Stereoscopic Technologies et Rat Pack Filmproduktion.
- Prix des arts créatifs de l'International 3D & société d'imagerie avancée (International 3D & Advanced Imaging Society's Creative Arts Awards) 2013 :
  - Prix du Jury International (Europe) décerné à Florian Maier, Stereotec - Stereoscopic Technologies et Rat Pack Filmproduktion.

### Nominations
- Festival du film Nuits noires de Tallinn 2013 : Meilleur film pour enfants pour Christian Ditter.